# 穆瓦讷维尔
穆瓦讷维尔（法語：Moineville，法語發音：[mwanvil]）是法国默尔特-摩泽尔省的一个市镇，属于布里埃区。

## 地理
穆瓦讷维尔（49°12'23"N, 5°56'37"E）面积8.12 平方千米，位于法国大東部大區默尔特-摩泽尔省，该省份为法国东北部内陆省份，是洛林的一部分，北邻比利时、卢森堡，北起顺时针与摩泽尔省、下莱茵省、孚日省和默兹省接壤。
与穆瓦讷维尔接壤的市镇（或旧市镇、城区）包括：圣玛丽欧谢讷、欧布埃、巴蒂伊、日罗蒙、阿特里兹、茹阿维尔、瓦勒鲁瓦。

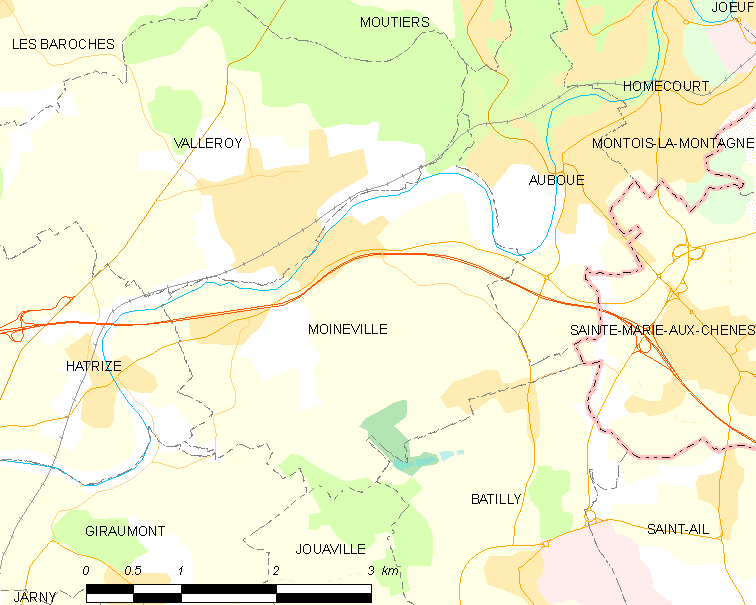
穆瓦讷维尔的OSM定位图

穆瓦讷维尔的时区为UTC+01:00、UTC+02:00（夏令时）。

## 行政
穆瓦讷维尔的邮政编码为54580，INSEE市镇编码为54371。

## 政治
穆瓦讷维尔所属的省级选区为雅尼县。

## 人口

1962-2008年间穆瓦讷维尔人口变化图示

穆瓦讷维尔于2022年1月1日时的人口数量为1097人。